# 石見銀山処刑場
石見銀山処刑場（いわみぎんざんしょけいじょう）は島根県大田市大森町の石見銀山（世界遺産）蔵泉寺口番所跡近くに存在したと伝承される、天領時代から明治初期の公開処刑場およびその遺跡。12箇所の口番所のうち最大規模。
蔵泉寺口番所は柵内と呼ばれる石見銀山の山内と大森町の境目に位置する番所で、温泉津方面への移動と並んで往来が多く、人や銀の出入りを厳しく監視していた。人通りの多い口番所付近に設けたのは、関所の隣であり人々が畏怖することにより犯罪を抑制する意図があったと考えられる。

## 概要
当時石見銀山内で採掘作業に従事した鉱夫などが銀を盗むなどの罪を犯した際、治安維持のため公開処刑する場として江戸時代に運用が開始された。地元では首切場、首切刑場跡とも伝承される。手入れされていないため龍源寺間歩などの整備された観光地と対照的に荒れ果て、石碑（句碑）も雑木にうもれ、風化浸食した墓石が山肌に散在している。これは処刑された人たちの霊を慰めるため親族などが納めたもの。戦後、シンボルであった磔址は撤去され、井戸は塞がれ雑草が生い茂っている。現在は敷地の半分近くが民家と当該個人の家庭菜園となっている。
雑草が生い茂ったままで山肌にシンボルとなる大きな地蔵があるが見えないよう目立たないよう配慮されている。入口は整備されていないためない。現在でも分かりにくくしてあり、民家の家庭菜園の脇を進むと山肌の地蔵と散在している墓石・井戸・地蔵に到達できる。刑場跡は山肌の広範囲にわたりおおよそ銀山地区通り沿いの空き家(2016年、現在はカフェ住溜)の裏手周辺。
高度成長期には石見にも観光ブームがやってきて町では多くの処刑関連の資料、展示物があり民間の観光案内業社も案内していたが、世界遺産に推し進める活動がはじまると同時に非公開及び関連施設の管理放棄へと官民ともに方針転換している。この頃から道沿いにあった刑場跡の大きな案内板は取り外された。
伝承によれば、主として罪人は斬首、磔が行われ処刑された後、山肌に現存する井戸に棄てられたり、遺体を薦に包んで千人壷に運び井戸のような穴へ廃棄されたという。

## その他
- 石ころ一つでも持ち出せばその場で「問答無用」で斬首され、多くの無実の人も処刑されたと言い伝えられているが[2]明治期に入り日本は西欧諸国と対等な人権意識を持つよう気運が高まり、村人の基金で大森区にも裁判所（現:町並み交流センター）が設けられ法の下で処罰が下されるようになった。当時この隣には遊廓が存在した。